# Eucalyptus diversicolor

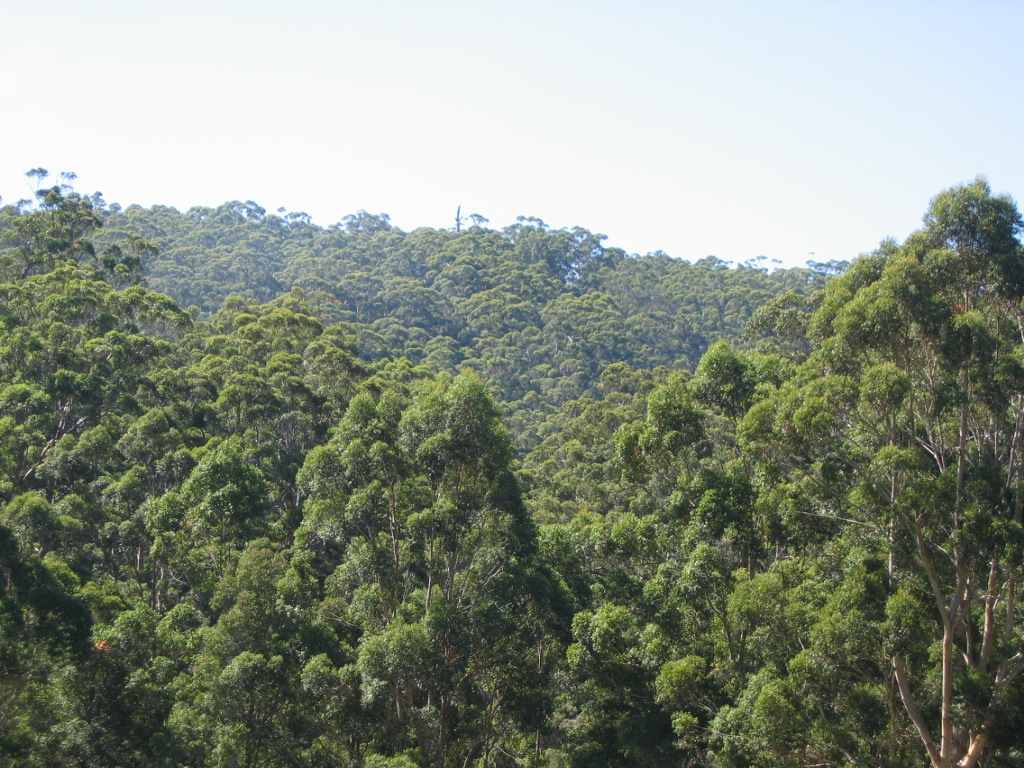
Espécimes no seu habitat natural.

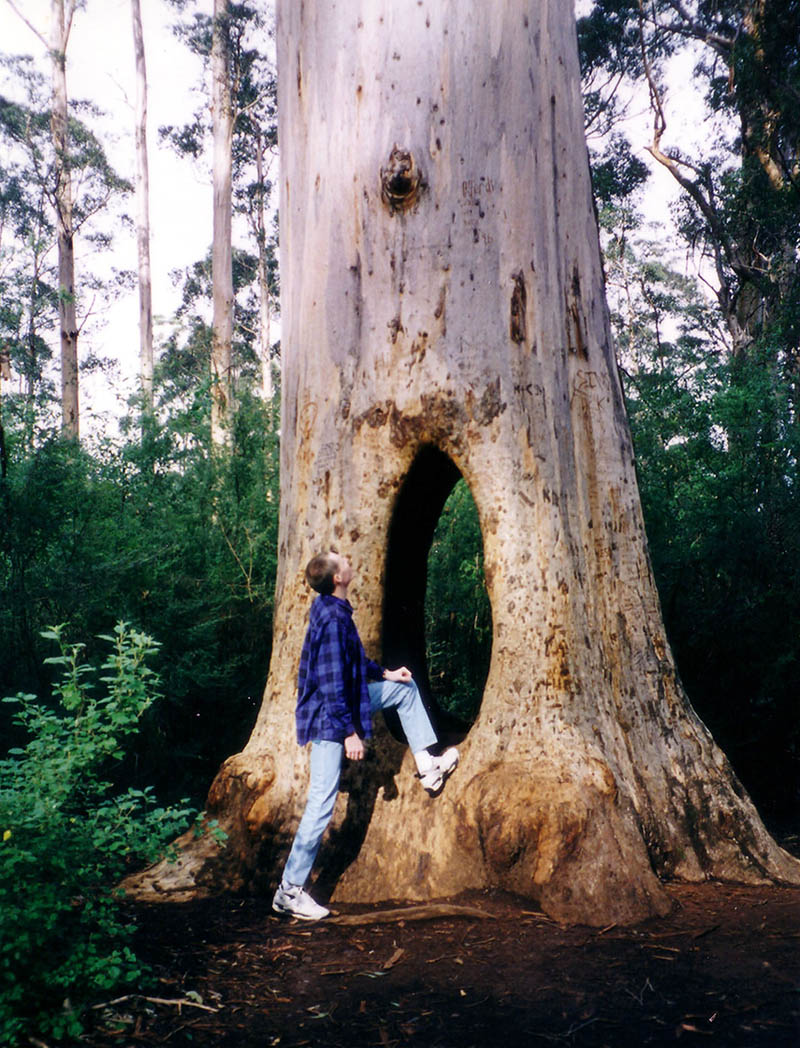
"Walk Through Karri" atracção turística no Beedelup National Park (Austrália).

Eucalyptus diversicolor é uma espécie de eucalipto (Eucalyptus) de grande porte, que atinge até 90 m de altura em condiçções edafo-climáticas favoráveis, conhecido na Austrália e intencionalmente em silvicultura e arboricultura por karri. A espécie é nativa das regiões mais húmidas do sudoeste da Austrália Ocidental, sendo utilizada para fins ornamentais e para produção de madeira nas regiões subtropicais de todo o mundo. Um espécime desta espécie, presente na Mata Nacional de Vale de Canas, a alguns quilómetros de Coimbra, tem o estatuto de árvore mais alta da Europa.

## Descrição
Eucalyptus diversicolor é uma árvore de grande porte, que em condições favoráveis cresce até aos 90 m de altura, sendo considerada uma das mais altas espécies arbóreas do mundo. Apresenta um ritidoma (casca) esbranquiçado ou de coloração creme, que fica acastanhada conforme matura e que ao envelhecer se desprende em largas fitas. Enquanto a casca vai mudando, o tronco fica predominantemente esbranquiçado adquirindo uma patina de colorações que vão desde o branco passando pelo acinzentado até ao castanho. Este efeito de mudança de cor está na base do nome botânico diversicolor. O tronco é recto, sem troncos secundários, ocorrendo ocasionalmente um tronco gémeo que dá origem a dois troncos do mesmo diâmetro desde a base da árvore. Nas árvores maduras, os ramos apenas ocorrem no terço superior do tronco.
As folhas são de coloração verde escuro na página superior e mais claras na inferior, atingindo comprimentos de 90-120 mm e larguras de até 20-30 mm.
As flores ocorrem em grupos de sete, cada flor 18-28 mm de diâmetro. As flores são de coloração creme. A espécie floresce na primavera e verão, sendo que a floração é estimulada pela ocorrência de fogo florestal. Os frutos apresentam a forma de um cilindro curto, com 7-10 mm de comprimento e 10-15 mm de largura, contendo numerosas sementes secas.

## Distribuição e ecologia
O karri tem a sua região de distribuição natural restrita às zonas de alta precipitação da Província Botânica do Sudoeste da Austrália (na Austrália Ocidental). Ocorre mais frequentemente na região biogeográfica conhecida por   Warren, mas existem algumas populações isoladas, das quais a mais notável está no Parque Nacional de Porongurup.
O solo no qual o karri melhor cresce é frequentemente pobre, e a árvore tende a florescer com mais vigor após os incêndios florestais para aproveitar os nutrientes liberados pela combustão da matéria vegetal da floresta. O solo da região é classificado como marga de karri. Embora seja pobre em alguns micronutrientes, é conhecido pelas suas boas propriedades de profundidade e capacidade de produção de pastos. A profundidade do solo predominante na região é de vários metros e acredita-se que é criado principalmente pela decomposição do ritidoma morto destas árvores, que é acumulado na base do tronco até a uma profundidade de mais de seis metros em redor das árvores maduras.
O karri suporta um ecossistema que está ligado aos afloramentos de granito do sudoeste da Austrália e aos muitos regatos e rios criados pelos seus afloramentos. Tal deriva da espécie ser geralmente dominante nos vales profundos entre afloramentos de granito perto de regatos e rios.

## Usos

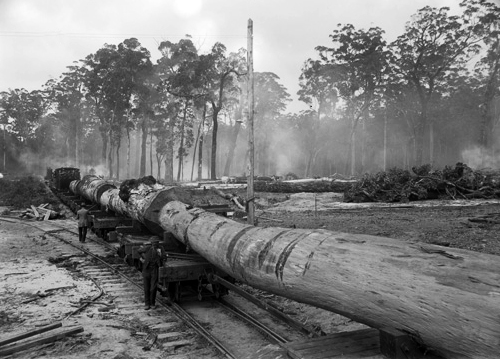
Trem carregado com toras de karri em Deanmill, Austrália Ocidental

A madeira do karri apresenta uma coloração amarelada agradável, mais clara que a de jarrah. Esta madeira é utilizada extensivamente na indústria da construção civil, particularmente em tectos, devido ao comprimento e natureza ininterrupta livre de nós do tronco destas árvores. Tem a reputação de ser susceptível às térmitas, sem embargo de não ser sensível ao ataque por esses insectos como o pinho. Também é considerada uma excelente madeira para marcenaria.
O mel de karri é amplamente apreciado pela sua coloração clara e delicado sabor.
A espécie é utilizada em silvicultura em múltiplas regiões do mundo e tem um uso ornamental muito expandido dada o grande porte que atinge e a sua resistência à secura e aos ventos. Na sua região de distribuição natural as florestas de karri são consideradas uma atracção turística.

## Taxonomia
A espécie Eucalyptus diversicolor foi descrita por Ferdinand von Mueller e publicada na obra Fragmenta Phytographiæ Australiæ 3 (fasc. 22): 131–132. 1863. A etimologia do nome genérico Eucalyptus deriva do grego antigo: eû = "bem, justamente" e kalyptós = "coberto, que recobre", já que no género Eucalyptus L'Hér. as pétalas são soldadas entre si e por vezes também com as sépalas, formando parte de um opérculo perfeitamente ajustado ao hipanto, que se desprende aquando da floração. O epíteto específico diversicolor deriva do latim e significa "com diversas cores".
A espécie tem alguma sinonímia, entre a qual:
- Eucalyptus colossea F.Muell., Fragm. 7: 42 (1869).[6]